# Héctor García (peleador)
Héctor «El Vikingo» García (20 de julio de 1988) es un artista marcial mixto salvadoreño que pertenece al equipo profesional de MMA: PUMAS CST. En tan solo 1 año, logró colocarse en segundo lugar de El Salvador en la categoría de 81 kg, solo por detrás del judoca olímpico Franklin Cisneros. En el 2010 se convierte en Maestro de Sambo, recibe su cinturón negro 1.er Dan en Judo e inicia su carrera como luchador de MMA.

## Récord en artes marciales mixtas
| Día                      | Resultado | Récord | Oponente       | Evento                         | Método           | Ronda, Tiempo | Lugar             | Notas |
| 3 de diciembre de 2011   | Derrota   | 4-2    | Xavier Rashon  | Submission El Evento Final     | KO               | Ronda 1, 4:00 | Guatemala         |       |
| 30 de septiembre de 2011 | Victoria  | 4-1    | Jorge Rivera   | Combat Territory 1: It’s Time! | Sumisión Arm-Bar | Ronda 1, 2:29 | Antiguo Cuscatlan |       |
| 21 de junio de 2011      | Victoria  | 3-1    | Julio Herrera  | Moon Fight Night IV            | Sumisión Arm-bar | Ronda 1, 1:54 | Tegucigalpa       |       |
| 26 de marzo de 2011      | Derrota   | 2-1    | Peter Asencio  | BlackOut 18                    | Decisión         | Ronda 3, 5:00 | Guatemala         |       |
| 11 de noviembre de 2010  | Victoria  | 2-0    | Rodolfo Liutti | XFC1:Génesis                   | Decisión         | Ronda 3, 5:00 | Bodegas Benson    |       |
| 23 de octubre de 2010    | Victoria  | 1-0    | Guido Jacobo   | Combat Sambo 2010 El Salvador  | Sumisión         | Ronda 1, 0:30 | San Salvador      | Debut |